# SIG SAUER MOSQUITO
SIG SAUER MOSQUITOは、SIG社およびその傘下であるSAUER社製の自動拳銃。

## 概要
「オリジナルP226の90％のサイズ」というのが謳い文句。P226の練習用としての趣が強く、オリジナルの数々の特徴を忠実に引き継いでいる。スライドはアルミ合金、フレームはポリマー。
MOSQUITO（モスキート）とは蚊の意味で、小口径弾薬である.22LR弾を使用することに由来している。

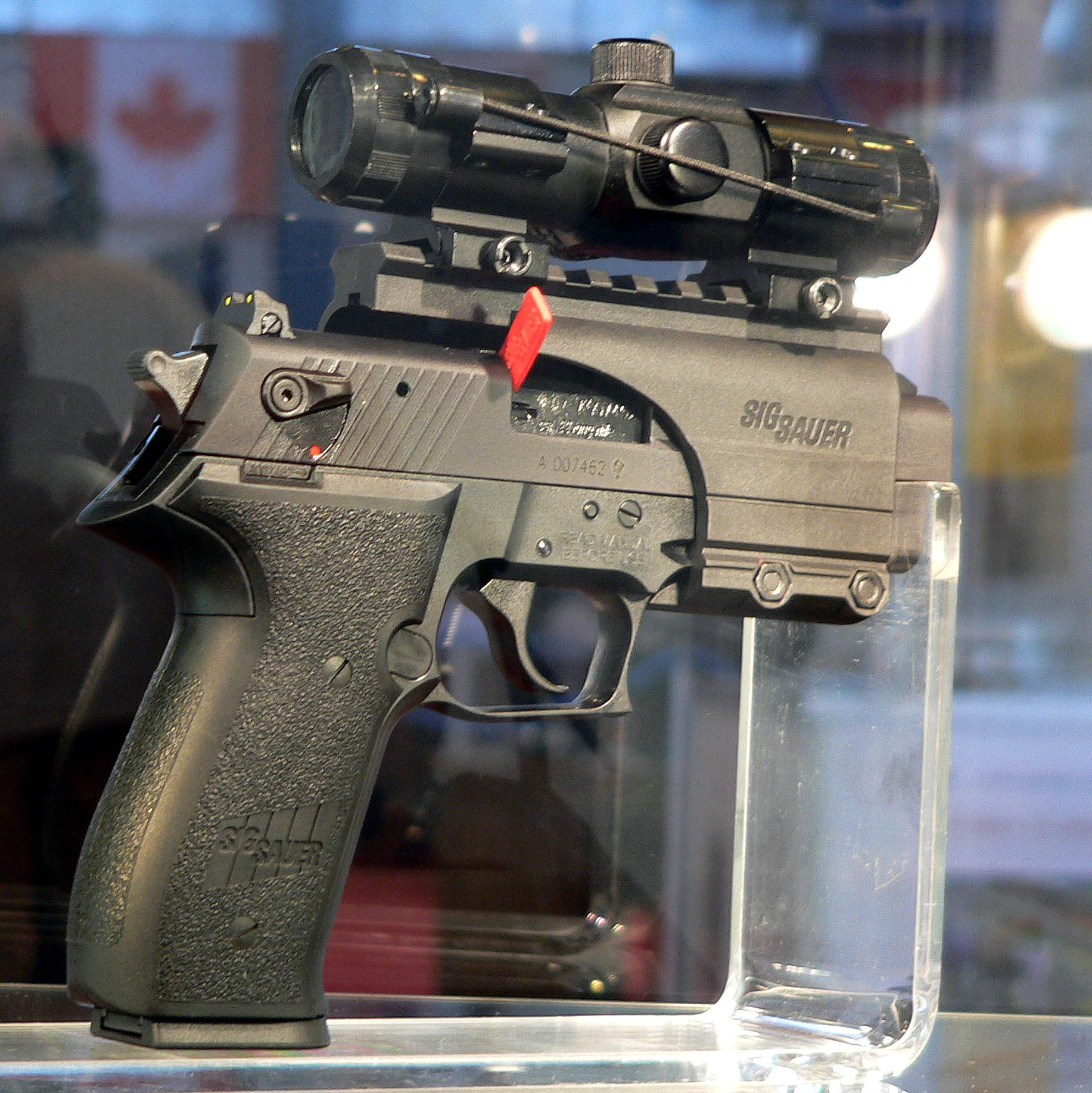
スコープが装備されたモスキート

ハンマーが、レスト・ポジションでもファイアリング・ピンに触れず、安全性が高い設計になっている。だがそのために、ハンマー・リセット・スプリングの力が常にかかることで、ハンマーの打撃力がわずかに低下する。そのためか、.22LR弾がリムファイア方式であることもあり、不発になることがある。
軍用に開発されたモスキートだが、民間市場にも販売されている。P220やP226にも.22LR弾を使用するClassic 22シリーズが存在するためモスキートはスライドに安全装置があることで差別化をはかっている。(値段に関しては新品の完成品で比べた場合Classic 22よりモスキートの方が安い。)